# Берестя
Бере́стя, або Брест — місто на південному заході Республіки Білорусь, адміністративний центр Берестейського району та Берестейської області. Лежить у південно-західній частині області, де річка Мухавець вливається в Західний Буг, поряд з державним кордоном з Польщею. Великий залізничний вузол, річковий порт на Мухавці, важливий вузол автошляхів. Історичний центр українського етнічного краю Берестейщини.
Згадуване в 1017 як місто деревлян. Відоме головно Берестейською унією 1596 року та Берестейським миром 1918 року.

## Назва
Давньоукраїнська літописна назва міста — Берестий. У XVI–XVII століттях через спольщення її витиснула польська назва Brześć Litewski. Відколи місто долучили до Російської імперії 1795 року, воно називалось Брест-Литовськ, а за міжвоєнної Польщі в 1920—1939 роках — Brześć nad Bugiem.
Прадавня назва Берестя — Берестій. Місто вперше згадується в «Повісті минулих літ» під 1019 роком у зв'язку з боротьбою князя турівського й великого київського Святополка Володимировича з його братом, у той час новгородським князем Ярославом Володимировичем (Ярославом Мудрим) за великокнязівський Київський престол. Жителі міста звалися берестяни. Назва пішла, найімовірніше, від слова «берест». У літописах XII—XIII століть стрічається назва Берестий, в історичних документах XVI століття — Берестей, Берестий, Бересть (остання назва побутувала в жителів околиць міста донедавна). У XVII столітті — початку XX століття місто мало назву Брест-Литовськ, у 1921—1939 роках — Брест-над-Бугом, із грудня 1939 року — Брест (тобто Берестя).
19 липня 2025 року Глава МЗС України Андрій Сибіга анонсував, що Україна буде повертати назви українського походження іноземним топонімам у національному вжитку, серед яких і місто Брест, замість якої доречна назва — Берестя. Використання назв українського походження — є суверенним національним правом України, яке до того ж відповідає діючому законодавству.

## Географія

### Становище
Лежить на правому березі річки Західний Буг, де в нього вливається річка Мухавець, на перехресті водних і залізничних доріг, за 577 км від Києва залізницею (через Ковель), чи 592 км автотрасою. Має водне сполучення з Києвом.

### Клімат
Клімат у населеному пункті вологий континентальний («Dfb» за класифікацією кліматів Кеппена). Опадів 550 мм на рік. Найменша кількість опадів спостерігається в лютому й сягає у середньому 27 мм. Найбільша кількість опадів випадає в липні — близько 74 мм. Різниця в опадах між сухими та вологими місяцями становить 47 мм. Пересічна температура січня — -4,7 °C, липня — 18,4 °C. Річна амплітуда температур становить 23,1 °C.
| Клімат | Клімат | Клімат | Клімат | Клімат | Клімат | Клімат | Клімат | Клімат | Клімат | Клімат | Клімат | Клімат | Клімат |
| Показник | Січ.   | Лют.   | Бер.   | Квіт.  | Трав.  | Черв.  | Лип.   | Серп.  | Вер.   | Жовт.  | Лист.  | Груд.  | Рік    |
| Середній максимум, °C | −1,7   | −0,5   | 4,8    | 13,2   | 19,2   | 22,3   | 23,9   | 23,2   | 18,4   | 12,3   | 5,0    | 0,3    | 11,7   |
| Середня температура, °C                                                                                                   | −4,7   | −3,7   | 1,1    | 8,3    | 13,7   | 16,8   | 18,4   | 17,8   | 13,5   | 8,4    | 2,6    | −2,1   | 7,5    |
| Середній мінімум, °C | −7,6   | −6,9   | −2,6   | 3,5    | 8,2    | 11,4   | 12,9   | 12,4   | 8,7    | 4,5    | 0,2    | −4,5   | 3,4    |
| Середня кількість сонячних годин на місяць                                                                                | 49     | 70     | 134    | 176    | 249    | 259    | 263    | 247    | 174    | 120    | 47     | 34     | 1822   |
| Норма опадів, мм | 34     | 33     | 33     | 37     | 63     | 68     | 76     | 72     | 55     | 37     | 42     | 41     | 591    |
| Днів з дощем | 11     | 9      | 12     | 12     | 16     | 16     | 16     | 12     | 15     | 14     | 14     | 13     | 160    |
| Днів зі снігом | 16     | 16     | 10     | 3      | 0,1    | 0      | 0      | 0      | 0      | 1      | 7      | 14     | 67     |
| Вологість повітря, % | 85     | 82     | 75     | 66     | 66     | 69     | 70     | 71     | 78     | 81     | 86     | 87     | 76     |
| --- | ------ | ------ | ------ | ------ | ------ | ------ | ------ | ------ | ------ | ------ | ------ | ------ | ------ |
| Джерело: Climate-Data.org, Погода и Климат (опади, відносна вологість), Белгідрамет (сонячне сяйво, 1949–1951, 1953–2000) |        |        |        |        |        |        |        |        |        |        |        |        |        |

## Історія

### Галицько-Волинське князівство
Берестя — одне з найдавніших міст Галицько-Волинського князівства. Вперше згадується в Лаврентіївському літописі в 1017 році як місто деревлян. Авторитетний Новгородський перший літопис згадує це місто під роком 1017-м «Ярослав йде в Берестию». Також згадується в «Повісті минулих літ» під 1019 роком: розгромлений Ярославом Володимировичем Святополк через Берестя втік до Польщі. Польський учений Г. Ловм'янський на основі аналізу відомостей із джерел, насамперед руських літописів про боротьбу між синами Володимира Святославича за київський престол, вважає, що місто Берестя існувало до 1016 року і входило до складу удільного князівства Святополка. У період міжусобиці місто зайняв польський гарнізон і утримував його до 1022 чи навіть до 1031 року.
На Берестя, яке було прикордонним містом, часто здійснювали напади ятвяги, поляки, литовці, тевтонські лицарі. Місто було центром Берестейської землі та одним з найважливіших міст Київської Русі і Галицько-Волинського князівства. Берестя вважалося для Русі «вікном в Європу», опорним пунктом на шляху до Києва.
1020 року Берестя захопив король Польщі Болеслав Хоробрий, проте вже в 1022 році місто відбиває Ярослав Мудрий. 1210 року Берестя захопили Конрад Мазовецький і Лешек Краківський, проте 1213 року руське військо Данила Галицького повертає місто. У 1227—1228 роках поблизу Берестя був розгромлений ятвязький загін Стегута Зібровича, а самого Стегута вбив волинський воєвода Шелв.
1241 року Берестя цілковито спустошене внаслідок нападу татар. Відбудоване заново волинськими князями. За Берестя між собою змагалися князі Мстислав Данилович і Юрій Львович.
1 березня 1280 року біля Берестя відбулася битва над річкою Кросна між русинами, на чолі з берестейським воєводою Титом, та польськими загонами. Поляки зазнали поразки, маючи чисельну перевагу.

### Польсько-литовський період
У 1320-х роках Берестя захопив литовський князь Гедимин. У 1340-х роках у Бересті управляв литовський князь Кейстут. У 1366 році за договором литовського князя Ольгерда з поляками Берестя з волостю відійшли Кейстутові. 1379 року Берестя спалили тевтонські лицарі. У 1382 році Берестя в облогу взяв польський князь Януш Мазовецький. 1390 року місто отримує Магдебурзьке право. У 1397 році тевтонські лицарі повторно спустошили місто.
У XV—XVI століттях Берестя було важливим торговим пунктом. У 1413—1510 роках місто разом з Берестейським повітом входили до складу Троцького воєводства. У 1463 році Берестя спалило військо кримських татар, очолюване Менглі-Гиреєм. 1491 року в Бересті на кошти місцевих магнатів відкритий шпиталь для калік. 1500 року Менглі-Гирей повторно спустошив місто. 1511 року в Бересті засноване староство. У 1525 році в місті відбулася пожежа.
1553 року в Берестю була заснована перша на українських землях друкарня, яка видала близько 40 видань польською мовою. У середині XVI століття друкарня в Бересті нетривалий час була центром видавництва польсько-литовських протестантів. 1563 року ця друкарня видала Біблію польською мовою.
У 1566 році стає центром новоствореного Берестейського воєводства. 1591 року виданий королівський універсал на відкриття братської школи в Бересті. Того ж року в місті починає діяти при церкві святого Миколая Микільське братство.

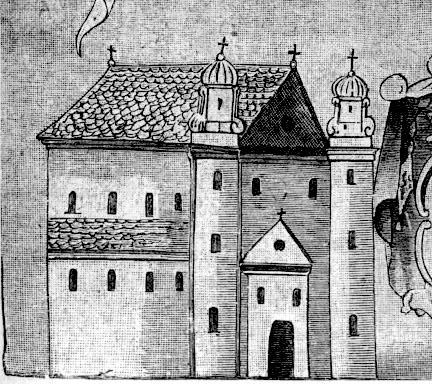
Церква святого Миколая у Берестю — місце проголошення Берестейської унії. Малюнок XVIII століття.

1596 року в Берестю на церковному соборі укладена Берестейська унія. У місті 16—20 (6—10 за старим календарем) жовтня 1596 року за дорученням Папи Климентія VIII скликали церковний собор Київської метрополії для офіційного проголошення унії з Римською церквою. На цьому Соборі в соборній церкві святого Миколая 18 (8) жовтня 1596 року більшість ієрархів Київської метрополії прийняли унію.
У 1614 році в Берестю закладений колегіум єзуїтів. У 1633 році отримало дозвіл на діяльність Колядне православне братство в Бересті.
У вересні 1648 року після появи в околицях Берестя невеликого козацького загону в Бересті відбулося повстання, внаслідок якого було повалено шляхту та заявлено про приєднання до Гетьманщини. Повстання в Бересті було придушене лише в січні 1649 року польським військом на чолі з гетьманом литовським Янушем Радзивіллом, місто було захоплене і сильно спустошене. У 1649 році в Бересті відбулося ще одне повстання, під час якого загинуло 2 тис. жителів міста. Після польської окупації міста полковник Війська Запорізького Думинський організовував у Бересті за вказівкою Хмельницького підпільну повстанську мережу доки не був арештований влітку 1651 року та згодом страчений.
15 листопада 1655 року поблизу Берестя московське військо на чолі з князем Урусовим розбило польське військо, очолюване П. Сапігою, проте саме Берестя не захопило. 1657 року місто спустошили війська Ракоці та Карла Густава. У січні 1660 року Берестя взяло московське військо на чолі з Хованським, проте вже в 1661 році польська армія повертає контроль над містом.
У другій половині XVII століття занепадає. У місті діяв василіанський монастир і церква апостолів Петра та Павла.
У 1705 році місто захопило саксонське військо на чолі з Августом II. 1707 року шведські війська спустошують низку населених пунктів Полісся, серед них — Берестя. У 1792 році місто стало центром лідерів Торговицької конфедерації, яка виступала проти польської конституції 1791 року. У 1794 році під Берестям російське військо на чолі з Олександром Суворовим розбило польську армію, очолювану генералами Сєраковським, Красінським і Понятовським.

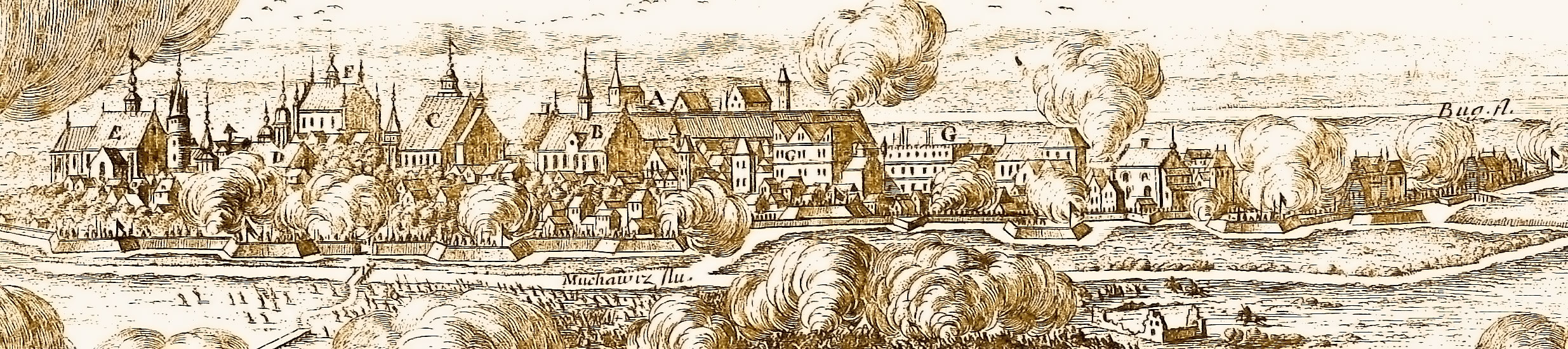
Берестя в часи повстання Хмельницького (1657)

### Російська імперія
У 1795 році Берестя разом із західною частиною Берестейського воєводства увійшло до складу Російської імперії. Спочатку входило до складу Литовської губернії. 1801 року стає повітовим містом Гродненської губернії й офіційно починає називатися Брест-Литовськом. 1802 року в Бересті відбулася пожежа, яка знищила 160 домів. Під час французько-російської війни 1812 року біля Берестя і Кобриня відбулася низка боїв. 1822 року та 1828 в місті відбулося ще дві пожежі, внаслідок першої згоріла торгова частина Берестя, а під час пожежі 1828 року — 220 домів, серед яких греко-католицька церква, монастир бригіток, 150 яток і 5 єврейських шкіл.
Російська влада з метою побудови фортеці повністю знищила розташоване між Західним Бугом та рукавами Мухавця старе місто Берестя, у якому містилися давні житлові квартали з ратушею і замком XVII століття, й на його місті в 1830–1840-х роках за проєктом Карла Оппермана були зведені фортифікаційні украплення. Східніше ж 1831 року було засноване нове місто зі старою назвою.

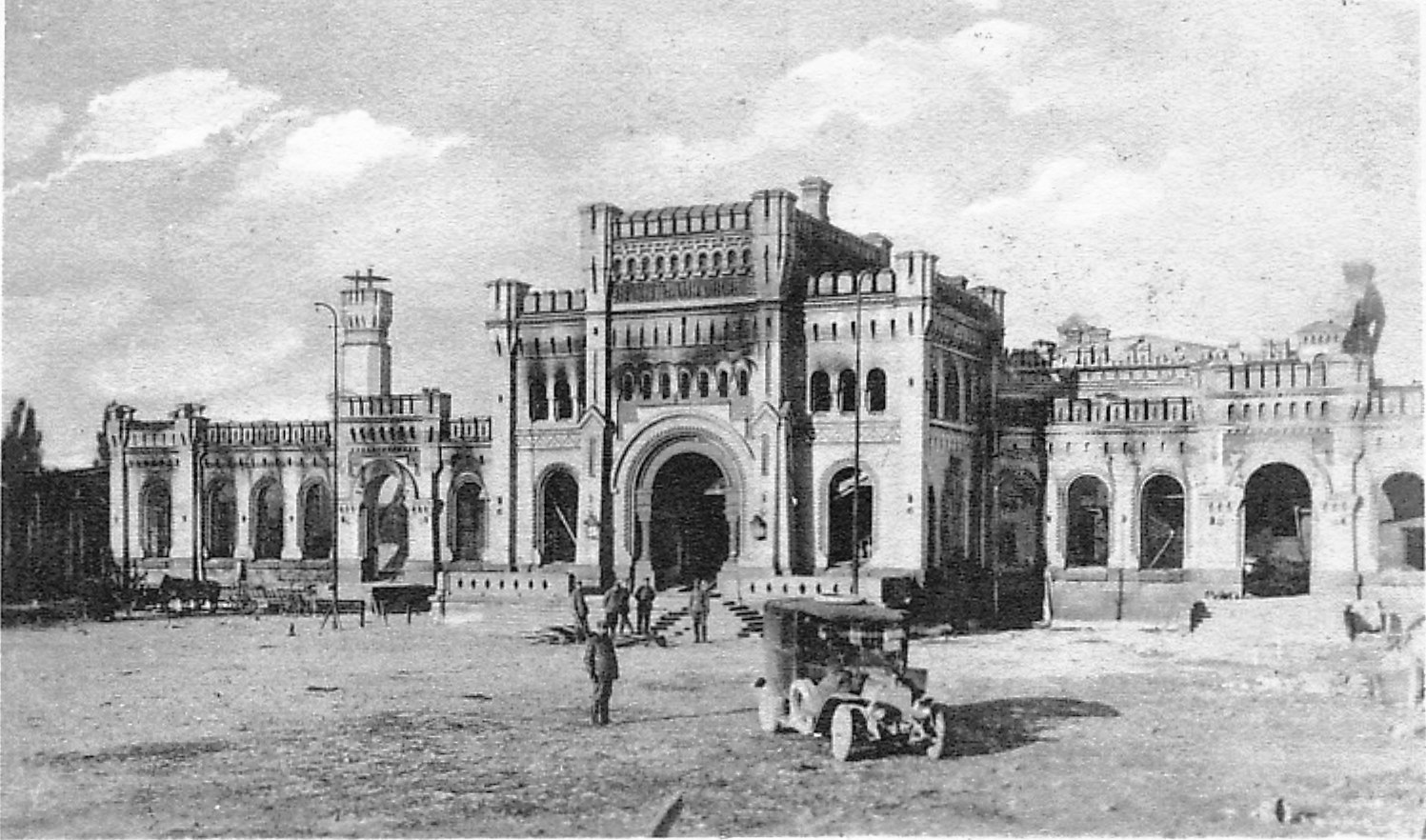
Головний вокзал міста, 1915

У другій половині XIX століття Берестя стає залізничним вузлом, збільшується його торгове значення та зростає населення (до 20 000 осіб у 1880 році). У 1873 та 1882 роках у місті відбулися робітничі страйки. У 1905—1907 роках, під час революційних виступів по всій Російській імперії, відбулися робітничі страйки й у Бересті.
На початку XX століття офіцер фортеці Онопрій Василенко (Охрім Варнак) заснував у місті театральну трупу, організовував зібрання з читанням української класики, мітинги 1905 року та святкування ювілеїв Тараса Шевченка. Трупа ставила в 1902—1914 роках твори Івана Котляревського, Івана Карпенка-Карого, Григорія Квітки-Основ'яненка, Марка Кропивницького. У 1915—1918 роках спочатку в Білій Підляській, згодом у Берестю видавався український тижневик «Рідне слово». У 1916 році в місті був заснований один з перших осередків «Просвіти» на Поліссі.

### Перша світова війна і влада УНР

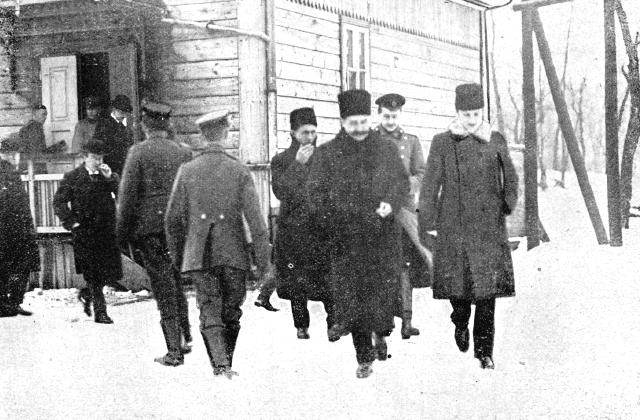
Українські делегати на переговорах у Бересті. 1918 рік.

7-13 серпня 1915 р. російська імператорська армія спричинила військовий злочин під час відступу з Берестя, майже повністю спаливши місто (загинуло 70 % житлового фонду) та примусово виселивши його жителів.
У грудні 1917 року в Берестю розпочалися мирні перемови Центральних держав з Українською Народною Республікою та більшовицькою Росією. За Берестейським миром, підписаним 9 лютого 1918 року в Білому палаці Берестейської фортеці, Берестейщина, Холмщина і Підляшшя увійшли до складу УНР. У березні 1918 року в складі УНР утворене Холмське губерніальне староство (губернія), адміністративним центром якого стає Берестя. У місті видавалася українська періодика: «Рідне слово», «Мир», «Вісник Холмського губерніального староства». 1918 року в Бересті місцевою трупою (Василь Дмитріюк, Бігунівна, Г. Дрозд, Прокоп) поставлена «Наталка Полтавка» Івана Котляревського, зібрані кошти пішли дитячому сиротинцю Туркевича. 1 грудня 1918 року в Бересті пройшов установчий з'їзд «Просвіти».
2 лютого 1919 року на Берестейщину увійшли польські війська, які спочатку захопили Берестейську фортецю, а згодом і саме Берестя.
1920 року в місті відбувається створення української дивізії генерала Безручка. У 1920 році Берестя захопили більшовицькі війська, проте того ж року їх вибиває польська армія. На 21 березня 1920 року в Берестю базувалася 6-та Запасна бригада Армії УНР під керівництвом генерала Івана Феденяка-Білинського. З 1920 року в місті діяв табір інтернованих полків УГА, а в 1930—1931 роках — в'язниця для опозиційних депутатів

### У складі Польщі

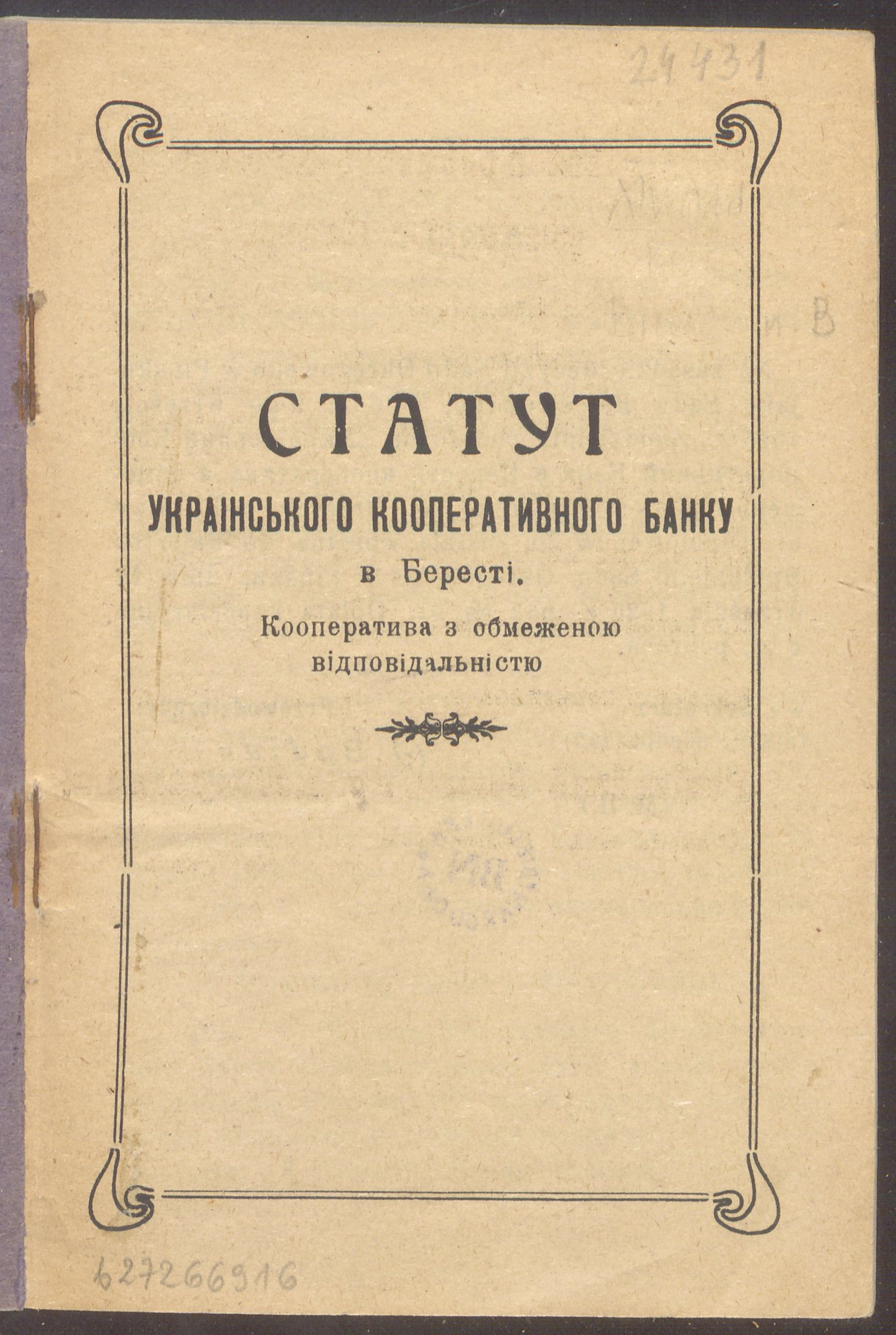
Статут Українського Кооперативного Банку в Бересті. 1925 рік.

У період входження до міжвоєнної Польщі було утворене Поліське воєводство з центром у Берестю.

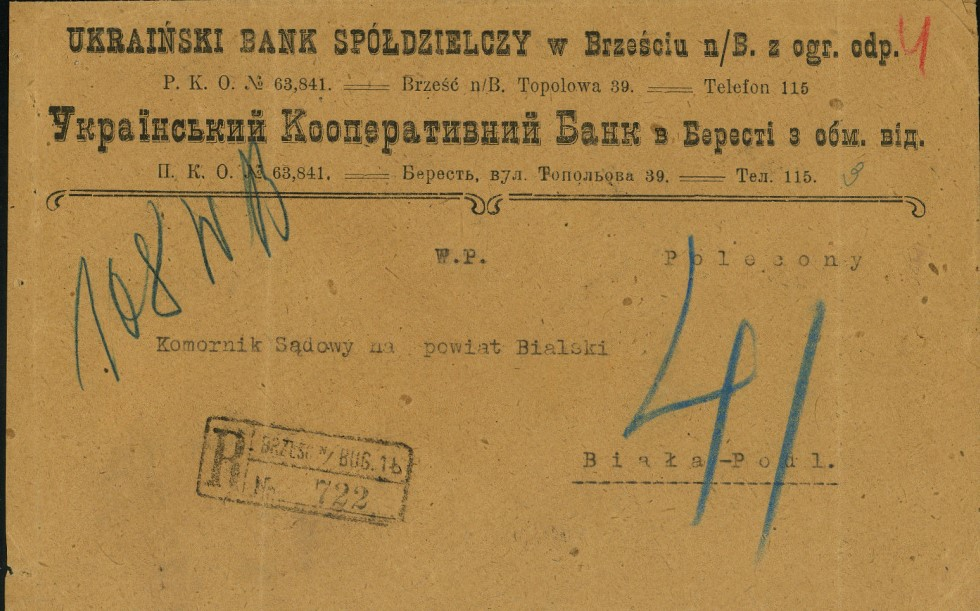
Конверт Українського Кооперативного Банку в Бересті. 1920-ті роки.

Місто росло коштом прилеглих сіл і передмість.
В 1922—1935 роках на Поліссі активно діяли українські організації. У березні 1923 році в Бересті відновила свою діяльність «Просвіта», котру очолив Василь Дмитріюк . У Бересті працювали осередки Українського народно-демократичного об'єднання, Українського виборчого комітету Холмщини, Підляшшя, Волині та Полісся, Сельсоюзу, Сельробу, Волинського українського об'єднання, Союзу українок, успішно діяла відкрита 1 вересня 1924 року приватна українська семирічна школа імені Олекси Стороженка. 20 лютого 1927 року в Бересті відбулись збори осередків «Просвіти» Поліського воєводства, котрі відвідало 120 делегатів.

### Друга світова війна

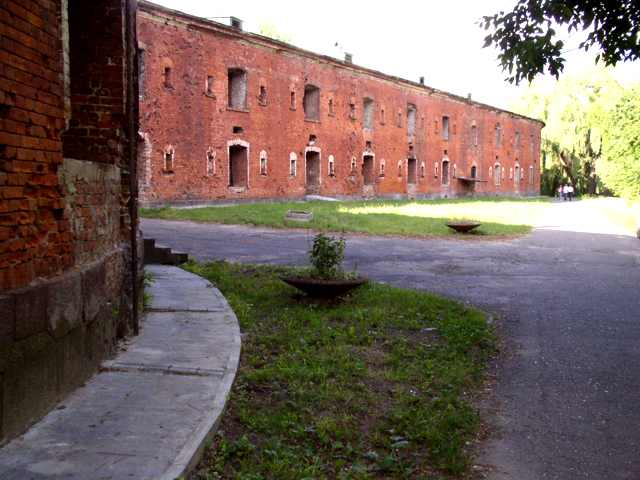
Берестейська фортеця

14 вересня 1939 року почалася чотириденна битва за Берестейську фортецю між польськими та німецькими військами, внаслідок якої перші відступили на західний берег Бугу. 23 вересня 1939 року в Берестейській фортеці відбувся спільний парад Вермахту та Червоної армії, після якого німці передали фортецю радянському командуванню. Після зайняття міста попри те, що більшість населення Берестейського повіту були українцями, більшовицька влада ухвалила рішення приєднати Берестя разом з повітом і усією Берестейщиною до БРСР. Проти цього рішення в Бересті відбулися демонстрації протесту. У червні 1941 року після нападу Німеччини на СРСР відбулися німецько-більшовицькі бої за Берестейську фортецю, деякі з фортів якої опиралися захопленню німецькими військами до серпня 1941 року. З огляду на це пізніше радянська влада надала Берестейській фортеці почесний статус фортеці-героя поряд із містами-героями колишнього Радянського Союзу.
Після остаточного заволодіння містом німці 1 вересня 1941 року зробили Берестя адміністративним центром Генеральної округи Волинь-Поділля райхскомісаріату Україна, і в цьому статусі місто залишалося до 19 червня 1942 року. Одночасно, і аж до зайняття радянськими військами 28 липня 1944 року місто було центром Берестейського ґебіту (нім. Kreisgebiet Brest Litowsk).
Під час німецької окупації міста тільки в червні 1941 року підрозділом «Айнзацгрупа „В“» разом з частинами вермахту було розстріляно від 4 до 5 тисяч євреїв. У грудні 1941 року єврейське населення Бреста було зібране в Берестейському гетто. У жовтні 1942 року близько 17 тисяч євреїв Бреста були вивезені на залізничну станцію Бронная гора і розстріляні.
У 1941—1943 роках у Бересті працював Український допомоговий комітет, виходила українська газета «Наше слово». Під час Другої світової війни місто належало до Берестейського надрайону («Круча») Берестейського окружного проводу ОУН. У 1943 році в Бересті німці розстріляли українських діячів Гайового, Тарасюка, В. Пантелевича.

### Українська громада у пострадянський період
18 лютого 1990 року в Бересті засноване Українське громадсько-культурне об'єднання Берестейської області, яке виступало за надання українцям краю статусу національної меншини та збереження української культури. З 1994 року почав діяти берестейський осередок громадської організації «Просвіта Берестейщини», яка з 1996 року видавала в Бересті українську газету «Берестейський край». 7 квітня 1999 року президент Білорусі Олександр Лукашенко на телебаченні заявив, що в Бересті начебто відбудеться українсько-польський з'їзд, на якому буцімто буде висунута вимога надати Берестейщині автономію, після чого білоруська влада заборонила на Берестейщині низку українських організацій та видань.
У 2002 році в Бересті було встановлено пам'ятник Тарасові Шевченкові. 12 травня 2008 року в Бересті на території Берестейської фортеці на честь українського князя Василя Острозького встановлено пам'ятного хреста.

### Республіка Білорусь
З 1991 року Берестя є одним із шести регіональних центрів незалежної Білорусі. Тут розташовані Генеральні консульства Республіки Польща, Російської Федерації, Республіки Казахстан, Генеральне почесне консульство Угорщини та Почесне консульство Чеської Республіки. Також до 2022 року у місті діяло Генеральне консульство України. Митниця «Західний Буг» діє з 1991 року. У 1996 році була утворена вільна економічна зона «Берестя».
Берестя стало одним із центрів протестів у 2020—2021 роках. 10 серпня 2020 року тут проходили зіткнення співробітників ОМОНу з протестуючими, під час яких карателі використовували світлошумові гранати. 11 серпня протестуючий Геннадій Шутов був поранений у Бересті. У важкому стані його перевели до лікарні Міністерства оборони, де він помер 19 серпня. 16 серпня 2020 року у Бересті відбувся Марш за свободу.

## Населення
За переписом населення Білорусі 2009 року чисельність населення міста становило 309 764 особи.
Самоназва та історична назва жителів Берестя та Берестейської землі — берестяни.
Населення міста інтенсивно росло в період після закінчення Другої світової війни. Дані про динаміку чисельності населення — див. у таблиці:
| Період   | кінець XIV століття | 1825   | 1861 | 1897 | 1959 | 1970  | 1979  | 1985  | 1998  | 2004  | 2006  | 2007  | 2009  |
| -------- | ------------------- | ------ | ---- | ---- | ---- | ----- | ----- | ----- | ----- | ----- | ----- | ----- | ----- |
| Тис. ос. | бл. 2               | бл. 11 | 20,9 | 46,6 | 73,6 | 121,6 | 171,0 | 230,0 | 297,0 | 298,3 | 301,4 | 313,0 | 318,0 |

Населення міста складають представники 61 національності, у тому числі білоруси — понад 82 %, росіяни — 10,7 %, українці — понад 4 %, поляки  — близько 1 %, євреї — 0,07 %.
У 1766 р. в Бересті проживало 3175 євреїв, в 1847 р. — 8136, у 1860 р. — 7900 (41 % від усього населення), в 1897 р. — 30 608 (65,8 % від усього населення). У 1921 р. єврейське населення Берестя становило 15 630 осіб (53 % від усього населення), в 1929 р. — 21 769 осіб (47 %), у 1938 р. — 25 000 осіб (43,7 %). За переписом 1936 р., у Бересті було зареєстровано 21 518 євреїв (41 % від усього населення); згідно з переписом 1939 року в місті було 26 000 євреїв (50,9 % загальної кількості населення).
Під час Першої світової війни євреїв двічі виселяли з Берестя. З переходом Берестя до Польщі (1919) життя єврейської громади відновилося. Поряд із релігійною активністю значне місце приділялося світській культурній діяльності. У місті були дві єврейські гімназії, чотири синагоги, близько 30 молитовних будинків, єврейські профспілки, жіночі та молодіжні організації; 12 з 44 членів міської ради (у тому числі й віцемер Берестя) були євреями.

## Українські пам'ятки

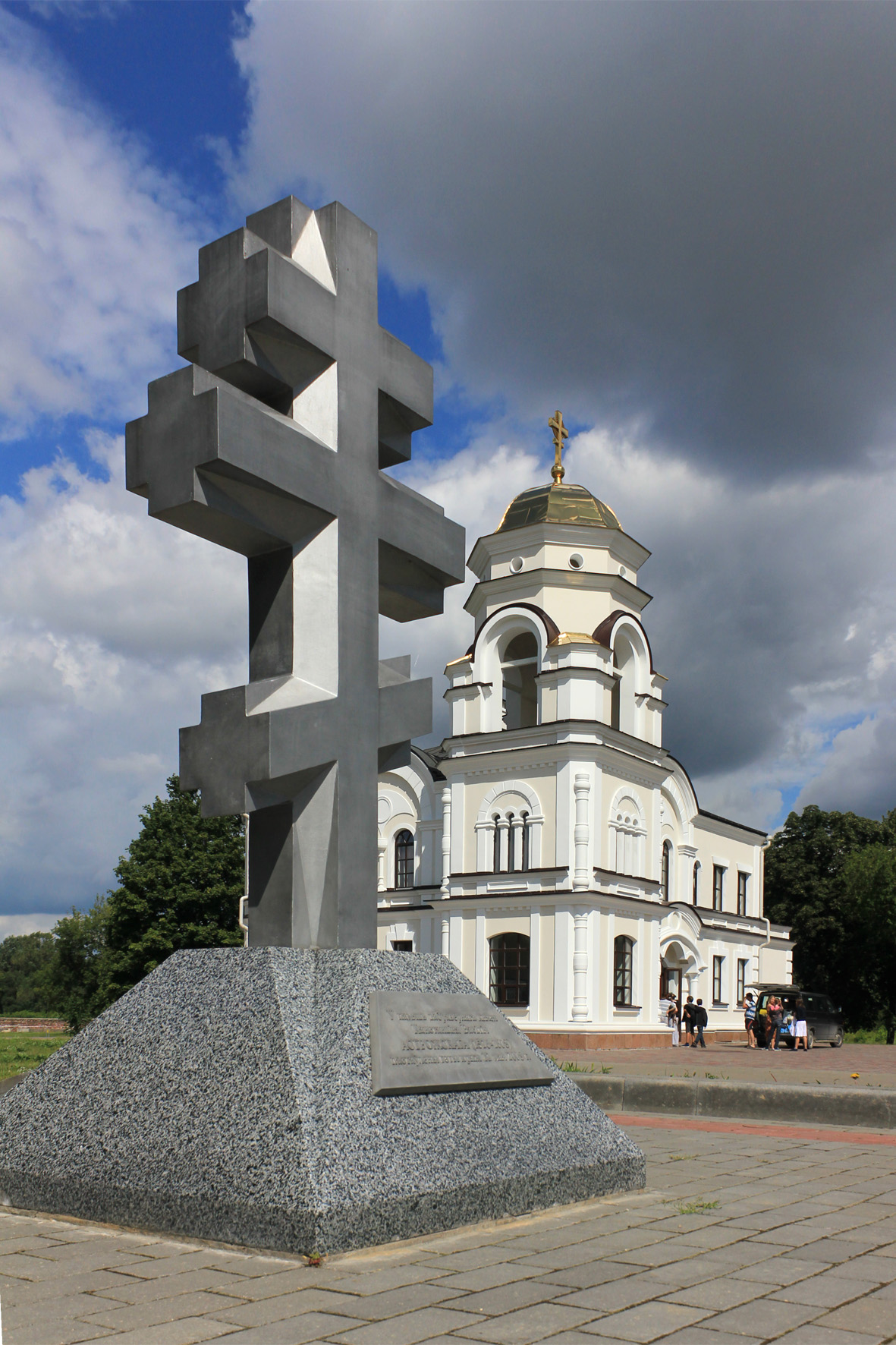
Хрест на честь руського князя Василя Острозького

Могили вояків, старшин і громадян УНР на Тришинському кладовищі Берестя вирізняються типовими петлюрівськими або козацькими хрестами.

## Влада міста
Міським головою є голова міськвиконкому.

## Економіка та соціальна інфраструктура
Берестя — один з найважливіших транспортних вузлів Білорусі, промисловий центр. У місті розташовані електромеханічний та електроламповий заводи, підприємство «Цветотрон», підприємства легкої та харчової промисловості, виробництво побутової хімії, будматеріалів, меблів. 2 вищих навчальних заклади (Берестейський державний технічний університет та Берестейський державний університет імені Олександра Пушкіна), 2 театри (Берестейський обласний театр драми та музики й Театр ляльок). Берестя є одним з культурно-історичних центрів Республіки Білорусь, зокрема, у місті розташований меморіальний комплекс «Берестейська фортеця-герой». Діє краєзнавчий музей. Головна вулиця міста — проспект імені П.Машерова.

## ЗМІ
Газети: «Брестский курьер», «Брестская газета» (входять до складу «Асоціація видавців регіональної преси Білорусі» «біл. Аб’яднаныя Масмедыі»), «Брестский вестник», «Вечерний Брест», «Народная трыбуна», «Заря», «Духовный вестник» (державні видання).
Радіо: Радіо «Рація» (99,2 FM), Берестейське радіо (104,8 FM).
Телебачення: Берестейська телерадіокомпанія (ТРК-Берестя), «Буг-ТВ» (комерційний канал).

## Туризм
Символом міста є меморіальний комплекс «Берестейська фортеця-герой», урочисте відкриття якої відбулося 25 вересня 1971 року. Будівництво меморіалу здійснювалося під керівництвом народного архітектора СРСР У. А. Караля.
У середмісті є пішохідна зона — вул. Радянська. Довкола у доброму стані збереглась історична забудова. Поблизу — декілька музеїв та церков, а також костел 1856 року. Біля Берестейської фортеці, у декількох метрах від прикордонної смуги, розташований археологічний музей «Берестя», де зберігаються рештки городища XIII століття.

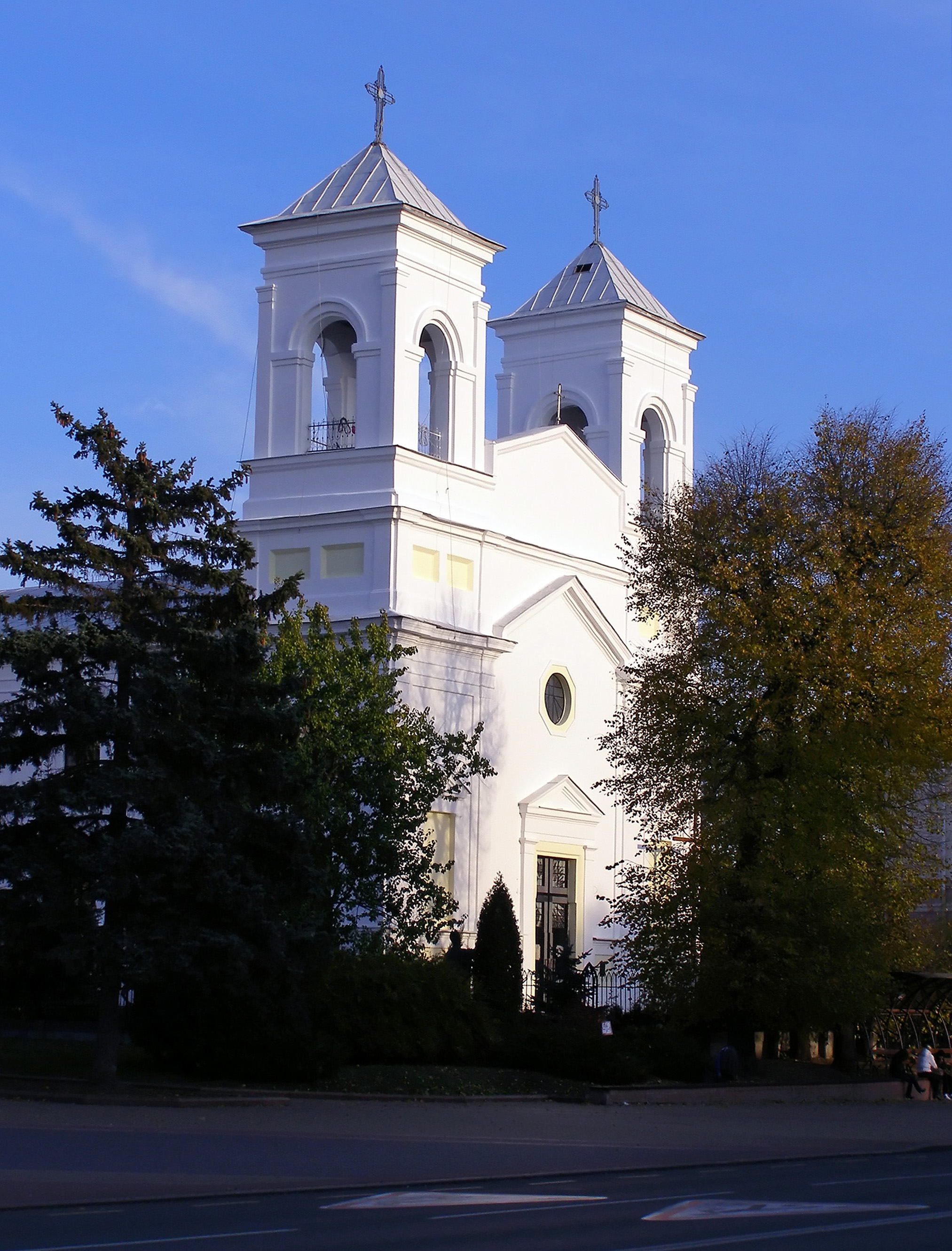
Костел Воздвиження Св. Хреста
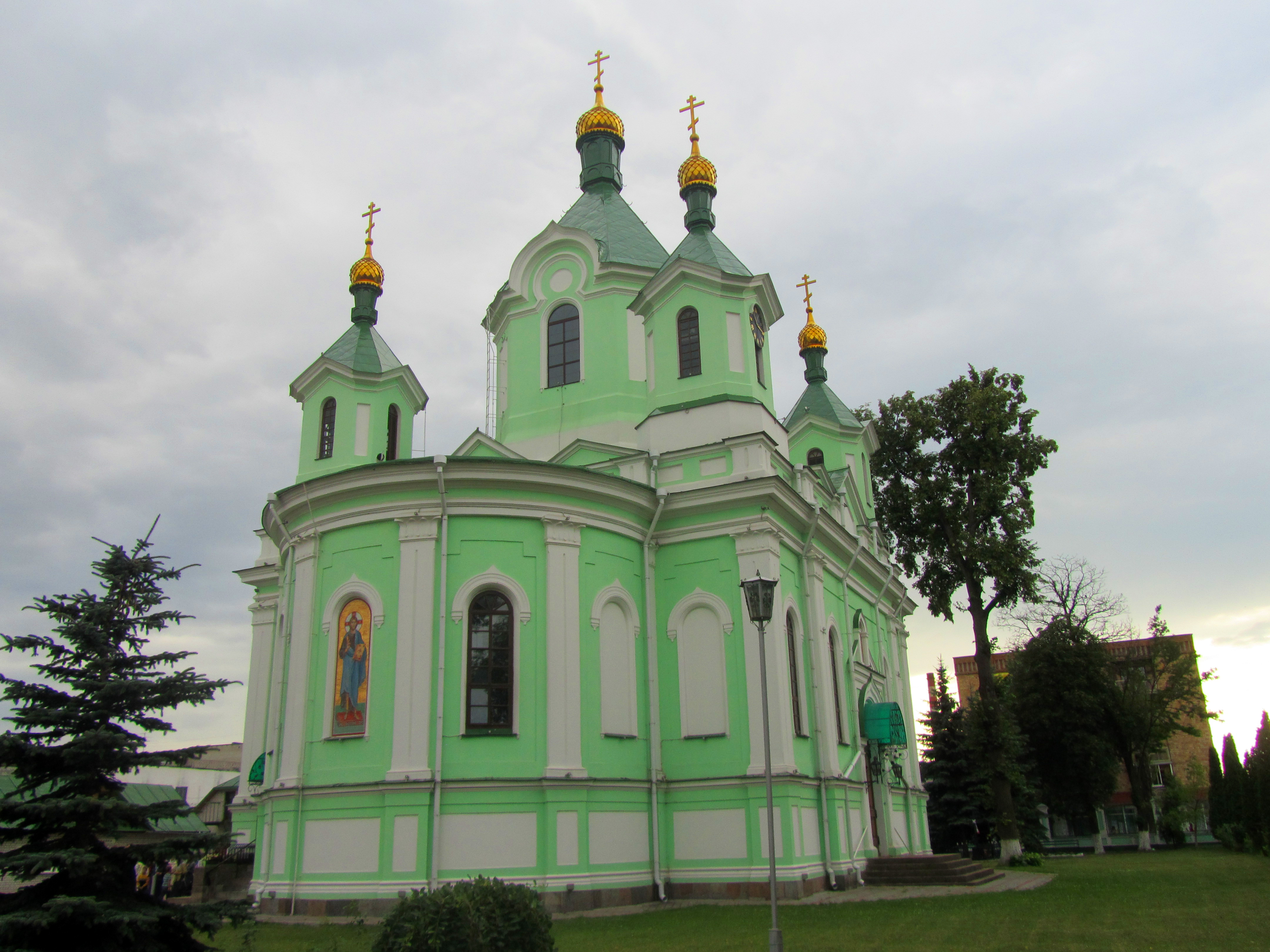
Свято-Симеонівський собор
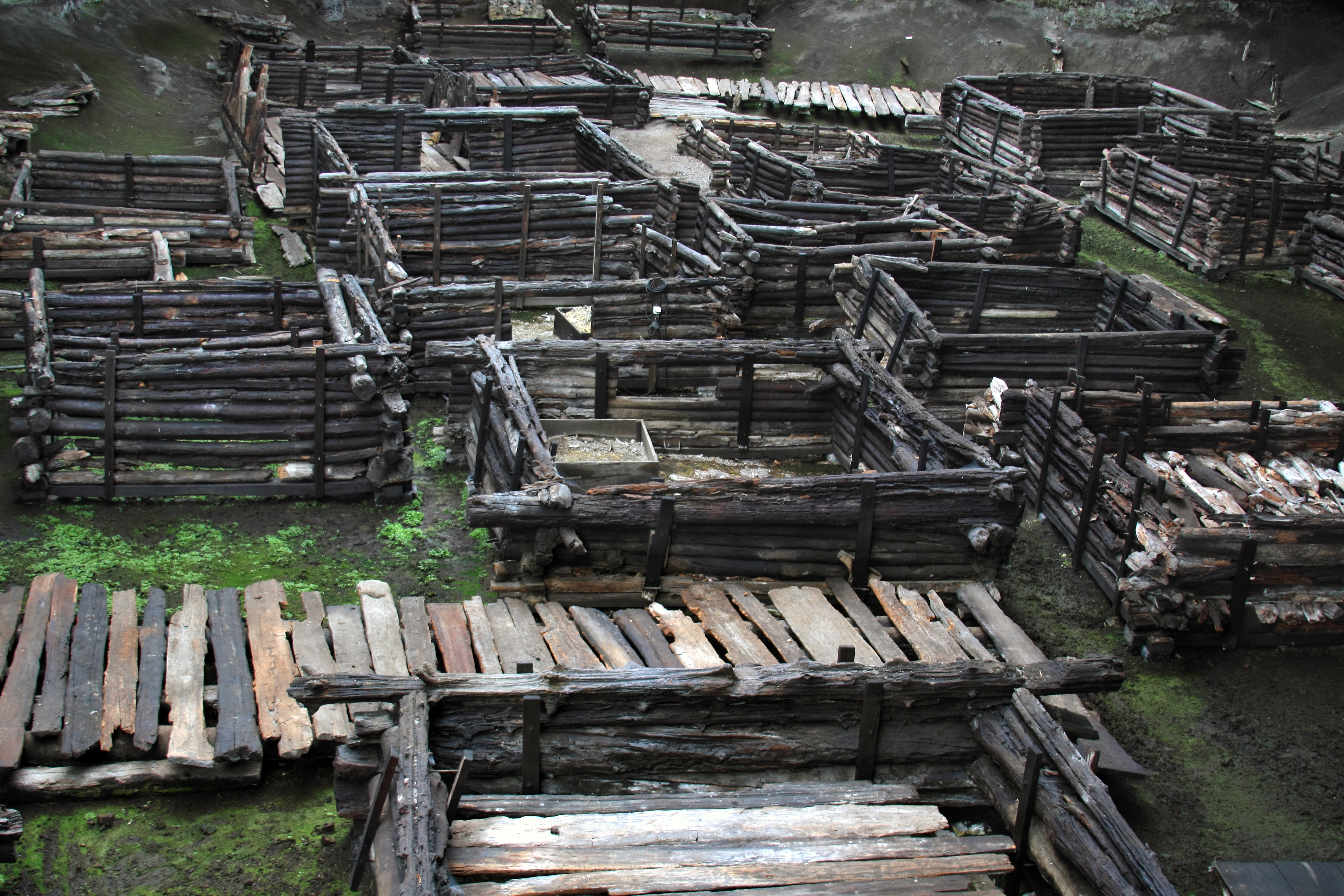
Археологічний музей «Берестя»
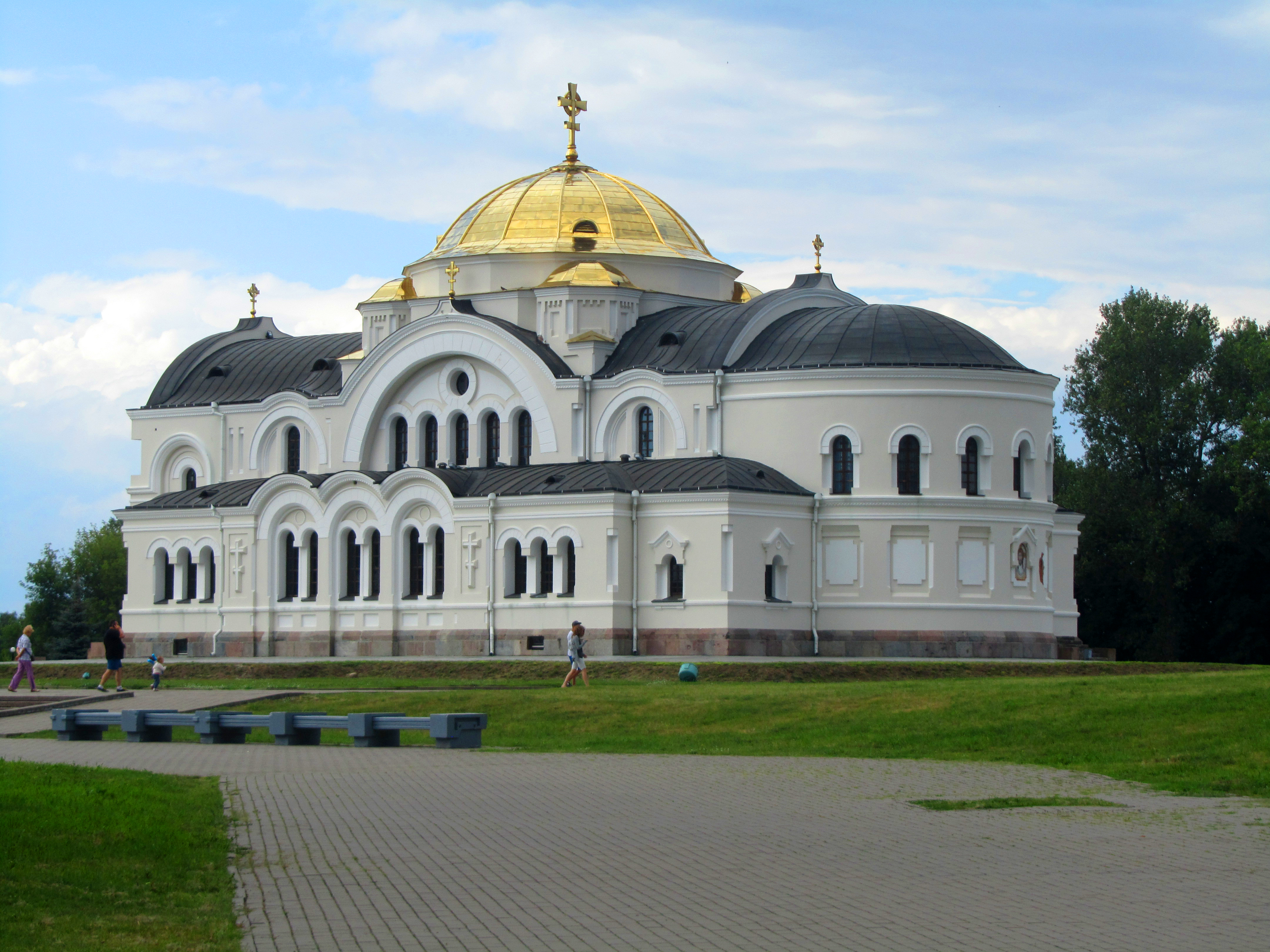
Миколаївська церква
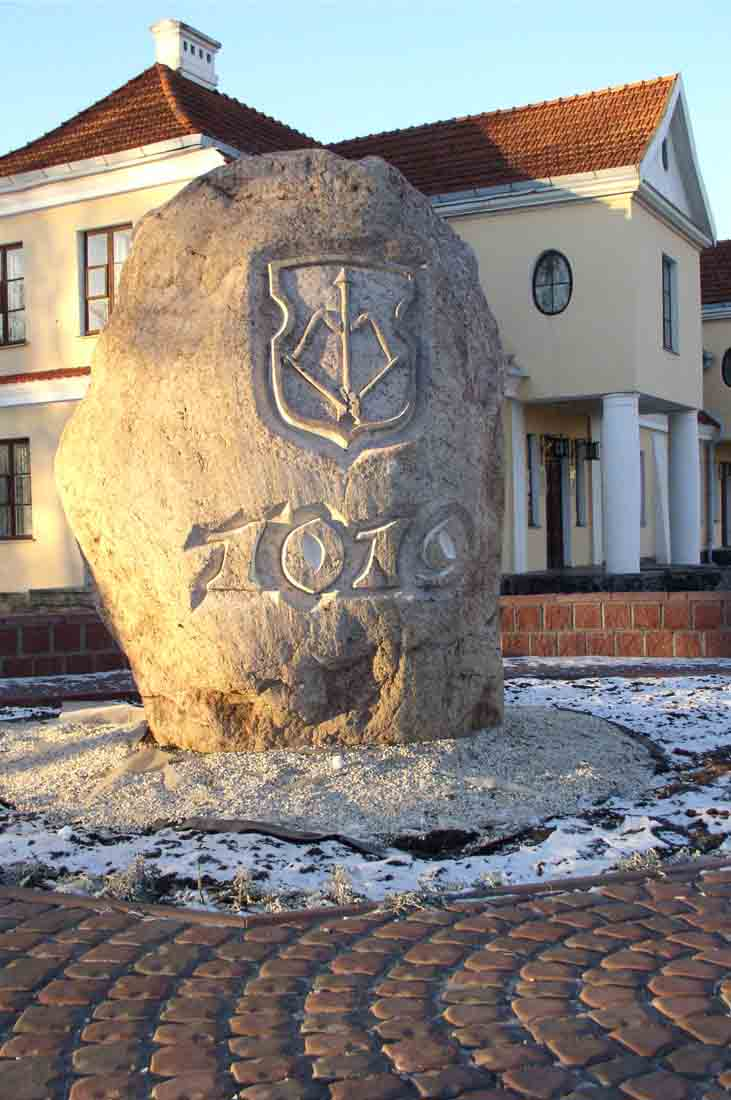
Музей урятованих коштовностей
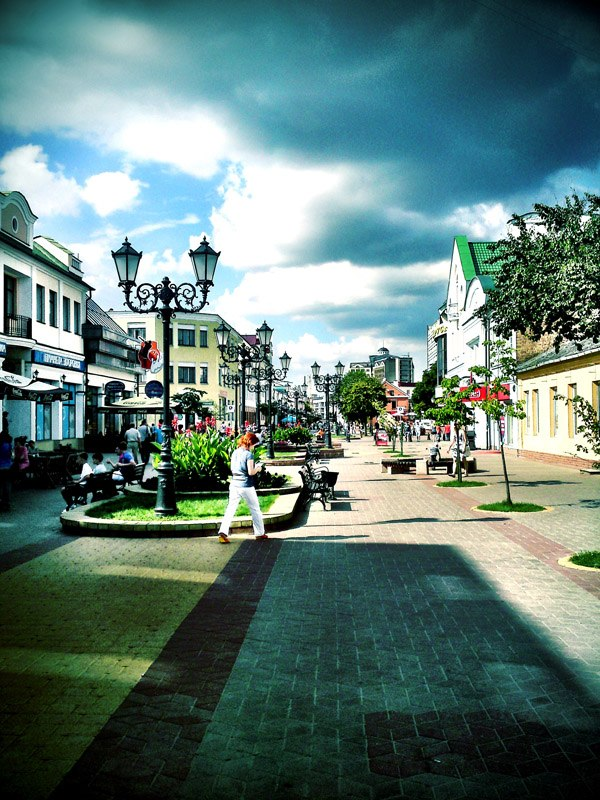
Пішохідна вулиця в осередку
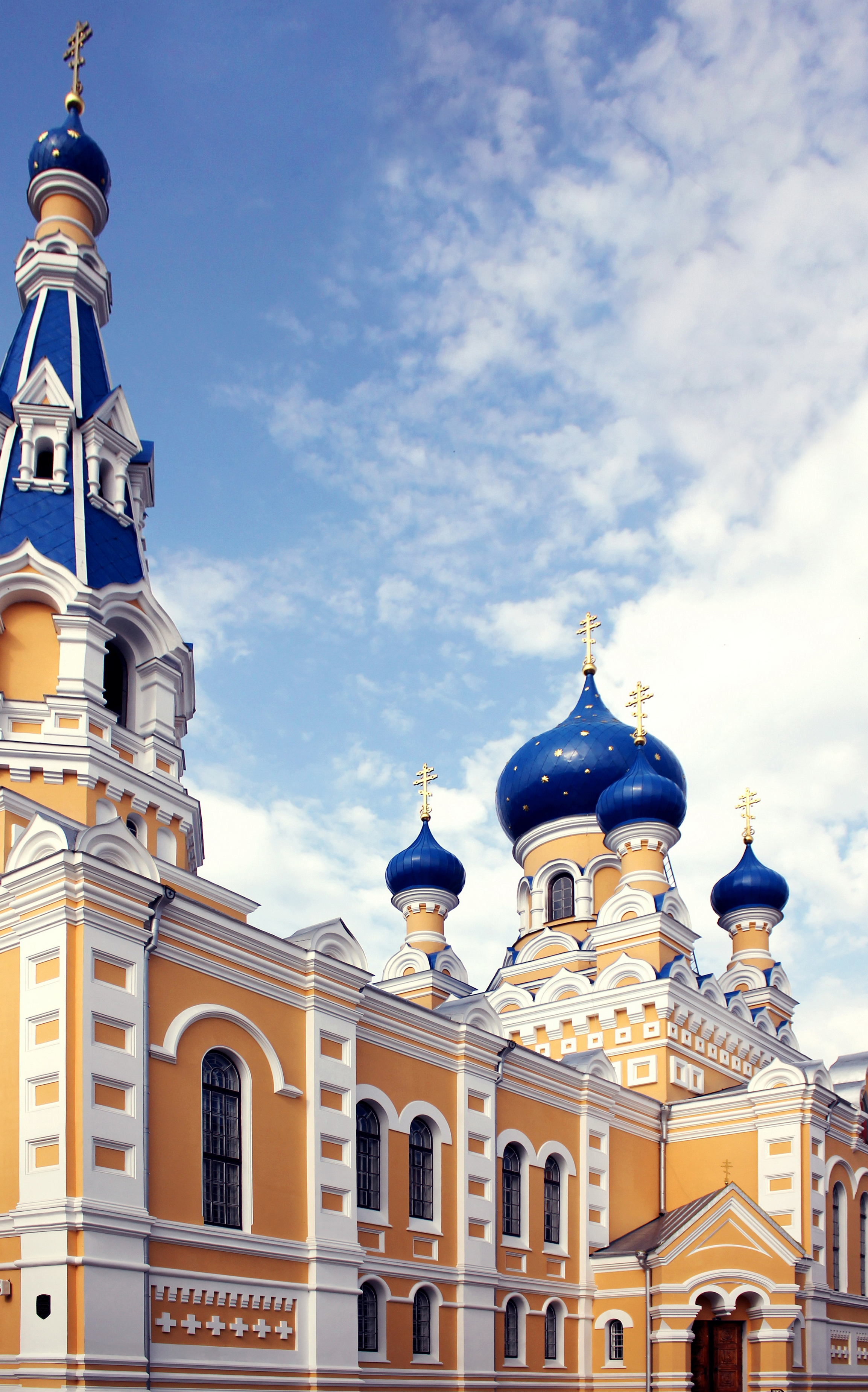
Церква Св. Миколая
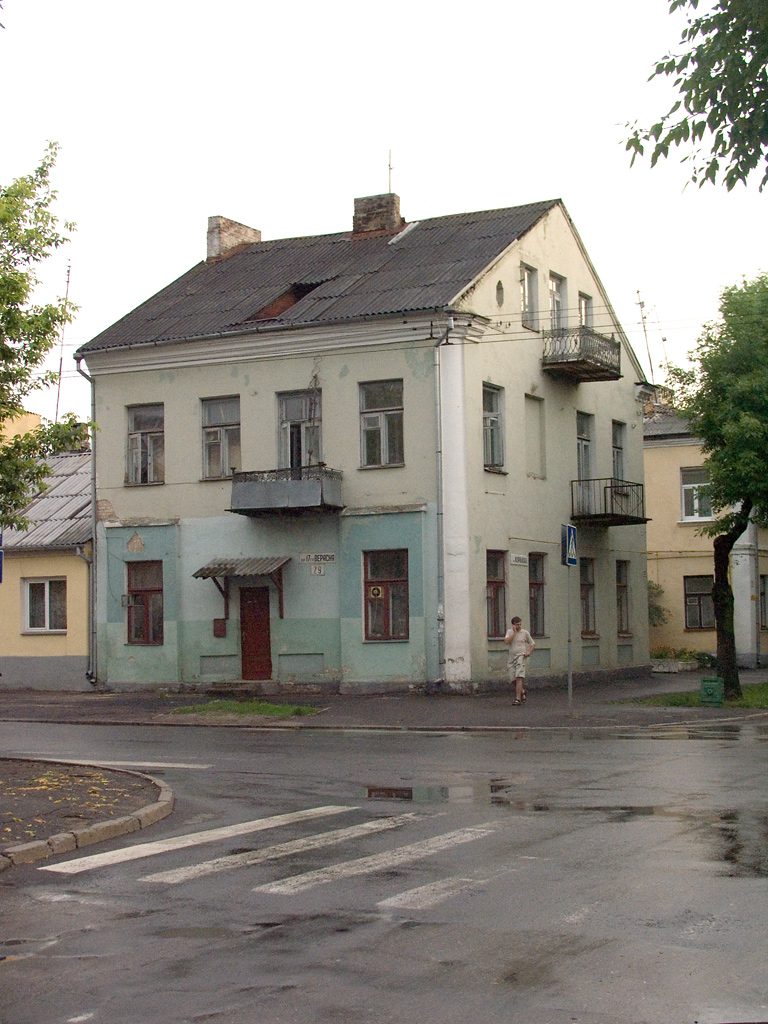
У середмісті

## Відомі особи
- До 1588 року земським суддею, пізніше берестейським каштеляном був Адам Потій (майбутній митрополит Унійної церкви в Речі Посполитій Іпатій Потій).

### Народились
- Білов Соломон Хаїмович (1888—1949) — історик єврейської літератури та театру.
- Корольчук Віктор Андрійович (нар. 1933) — український художник.
- Константинів Володимир Гнатович — підполковник Армії УНР[63].
- Микольський Юрій — голова секретаріату Антибільшовицького блоку народів.
- Левчук Петро Михайлович — полковник Дієвої Армії УНР, Збройних сил Півдня Росії.
- Прилуцький Сергій — білоруський поет, прозаїк, перекладач.
- Стеллецький Борис — генерал-хорунжий, у 1918 начальник штабу Армії Української Держави.
- Шубський Антон — старшина Дієвої Армії УНР.
- Лейтес Олександр Михайлович — літературознавець, критик, перекладач.
- Менахем Беґін — прем'єр-міністр Ізраїлю, міністр закордонних справ, лауреат Нобелівської премії миру 1978 року.
- Тімашук Лідія Феодосіївна — лікар-кардіолог, нагороджена орденом Леніна (1953) і орденом Трудового Червоного Прапора (1954).
- Черкашин Олександр Миколайович — боєць тактичної групи «Білорусь» 1-ї штурмової роти 5-го окремого батальйону Добровольчого українського корпусу «Правий сектор»[64].

### Проживали
- Сигарів Василь Опанасович — генерал-хорунжий армії УНР.

### Поховані
- Базилевич Олександр Михайлович — підполковник Армії УНР.
- Стороженко Олекса — український письменник, етнограф.